# Humanberufliche Schule
Humanberufliche Schulen sind solche, die ihre Schüler in den Bereichen Wirtschaft, Tourismus, Mode und Kunst, Soziales, Land- und Forstwirtschaft und Elementar- bzw. Sozialpädagogik ausbilden. Die Ausbildung erfolgt in ein- bis dreijährigen Fachschulen, Aufbaulehrgängen oder Kollegs bzw. in fünfjährigen höheren Lehranstalten. Die österreichische Schullandschaft stellt dazu zahlreiche Standorte zur Verfügung.